# Sándwich de potito
El sándwich de potito, coloquialmente llamado sánguche de potito, es un tipo de emparedado de  recto vacuno o potito que se consume en Chile. Se puede acompañar con un chorizo y cebolla, además de algunos aderezos —como ají, kétchup, mayonesa, mostaza o pebre, entre otros—. Va generalmente en una marraqueta o pan frica (por su tamaño y forma de fricandela).

## Origen

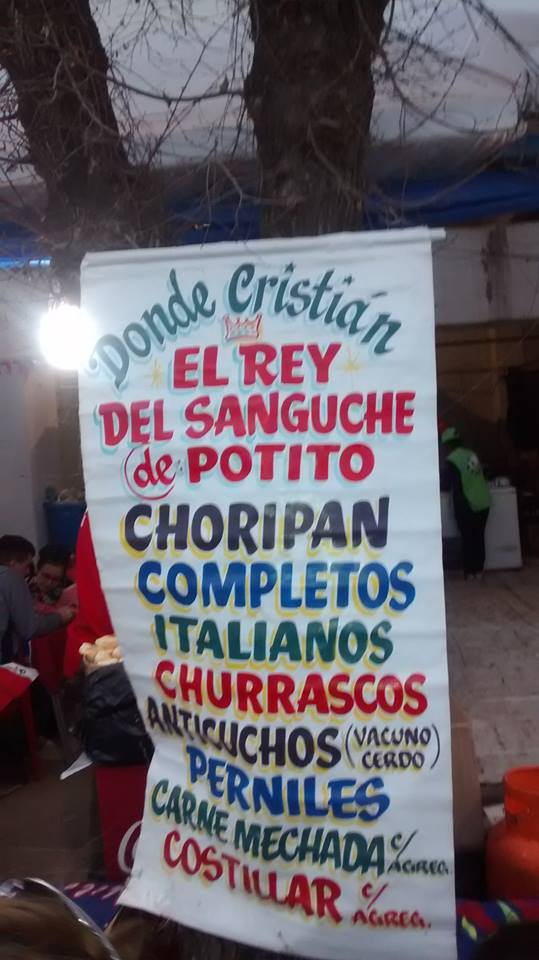
Cartel de un negocio que vende este sándwich.

En 1851 comenzó el viaje en ferrocarriles desde Santiago a Valparaíso; desde aquel día la capital comenzó a ser otra, y todo gracias al avance incontenible de la industrialización movida al vapor.  Aquello lo alcanzaron a experimentar los primeros pasajeros de ferrocarril, quienes en los pocos minutos disponibles entre estación y estación, debían aperarse de lo ofrecido por comerciantes vestidos de blanco portando olorosos canastos de mimbre.[cita requerida]
En Chile eso se llamó «pan de viaje», la primera parada oficial de la historia del sándwich criollo, con emparedados de tortilla de rescoldo y queso, pernil o bien adobados arrollados de chancho o malaya. Más adelante se empezó a crear una variedad en emparedados y ya a mediados de los años 1930 «nació» el sándwich de potito.[cita requerida]
El sándwich se integró a la cultura popular vendiéndose principalmente en las calles, en los estadios, eventos de públicos masivos (concentraciones, conciertos musicales,etc), ferias, etc. Rara vez se vendía en restaurantes, hoteles o negocios establecidos.[cita requerida]
Durante la Copa América 2015, que se celebró en Santiago de Chile, miles de aficionados extranjeros conocieron esta preparación y tuvo buena recepción y venta.

"...este plato "es típico del estadio chileno". Los hinchas extranjeros lo encuentran exquisito y muchos de los que vienen acá se repiten el plato" (...) Hinchas con camisetas de distintas selecciones se pasean mirando con curiosidad los distintos puestos de venta de comida en las calles colindantes al Estadio Nacional y los aromas intensos se cruzan despertando el hambre de los visitantes."
Diario El Mostrador, Copa América 2015.

## Preparación
La preparación del sándwich de potito es muy simple y es esta razón por la que ha proliferado en lugares de gran asistencia, debido a que no es necesario una gran instalación para poder servirlos. La facilidad de preparación hace que se englobe dentro de la categoría de comida confort (es decir comida fácil de preparar). El puesto de venta consiste en una mesa con un brasero encendido donde se cocina la carne y la longaniza, manteniéndose caliente y varios platos con ingredientes.
Este sándwich es típicamente comercializado en las afueras de los estadios o en algunos eventos públicos, como ferias libres o artesanales y conciertos. Si bien su consumo es conocido en gran parte del territorio nacional, es preferentemente en la Región Metropolitana donde es más consumido.
Un típico reclamo es la manipulación de dineros y de alimentos por parte de los preparadores del sándwich aunque los controles tienden a eliminar este problema. 

### La carne

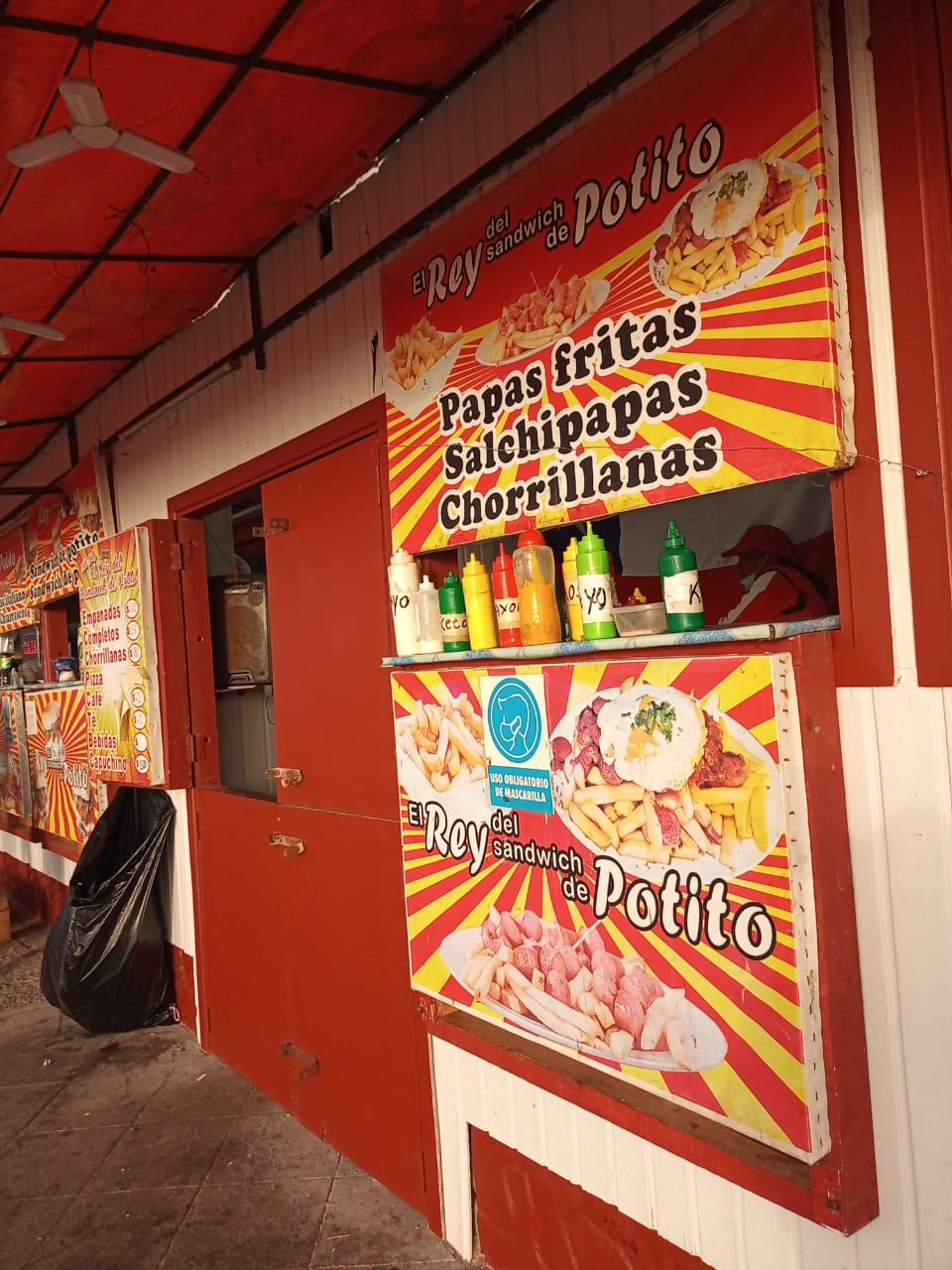
Puesto callejero en la Playa de Cartagena, Litoral Central, Chile

Tradicionalmente, la carne empleada es el recto del vacuno o cerdo, que se puede reemplazar por guatitas o chunchules. Se preparan cocidas, dentro de una especie de wok, ablandadas a fuego lento para ser luego cortada en tiritas y mezclada por lo general con ají y cebolla frita, también pueden servirse acompañado de longanizas (o chorizos) y aderezos.
El fuerte y penetrante olor que emana la cocción de las tripas es incentivo tanto para su consumo como para su rechazo. El solo hecho de su nombre (en Chile "potito" significa "nalguita"), y lo que implica, hace que muchos comensales se abstengan incluso de llegar a probarlos.

### El pan
El pan generalmente suele ser de forma circular para que pueda albergar toda la carne de vacuno o de cerdo. La misión del pan es la de proporcionar un punto de apoyo al sanguche y que pueda ser servida la carne sin la necesidad de emplear un plato.  Por regla general este tipo de pan puede encontrarse comercializado en supermercados, o simplemente en panaderías. Siempre se deben servir calientes, o recién hechos. Se vende envuelto en papel para facilitar su consumo, el cual es complejo dado que la preparación es muy húmeda y a veces gotea.
Por regla general se emplea el pan frica o pan amasado, si bien también es posible emplear la hallulla pero la más común es la clásica marraqueta.

### Los condimentos
Los condimentos que se añaden al sanguche de potito pasan por los clásicos habituales kétchup, mayonesa y salsa mostaza hasta pebre, ají, etc